# Mario Tuti
Mario Tuti (Empoli, 21 dicembre 1946) è un ex terrorista italiano fondatore del Fronte Nazionale Rivoluzionario. A metà anni settanta aderì alla lotta armata, venendo arrestato il 27 luglio 1975 e condannato a due ergastoli per tre omicidi e a 14 anni di reclusione per aver guidato la rivolta dei detenuti nel carcere di Porto Azzurro del 1987. Nel 2013 ha ottenuto la commutazione della pena in regime di semilibertà. Durante gli anni della lotta armata era soprannominato "Caterpillar".

## Biografia
Nato e cresciuto ad Empoli, di famiglia originaria del Friuli-Venezia Giulia, dopo gli studi superiori da geometra, nel 1967 si iscrisse alla facoltà di architettura di Firenze. Terminato il servizio militare nel 1968, in piena contestazione giovanile, fece ritorno a Firenze, dove conseguirà la laurea nel 1971. Lavorò prima alle dipendenze della Pirelli e poi come impiegato comunale nella sua città natale, Empoli.
Nel 1970 si iscrisse alla sezione pisana del Movimento Sociale Italiano, avvicinandosi successivamente agli ambienti della destra extraparlamentare, convintosi che il partito, suo malgrado, si stesse evolvendo in senso conservatore e reazionario.

### La lotta armata
Nel 1971 aderì a Ordine Nuovo e si impegnò, a Empoli, nell'attività politica, anche attraverso la distribuzione del mensile L'orologio, rivista dell'area della destra radicale. Lo scioglimento, per decreto ministeriale, di Ordine Nuovo nel 1973 segnò l'inizio di un periodo di riflessione personale che lo portò ben presto a maturare la decisione di convertirsi alla lotta armata anche attraverso la frequentazione degli ambienti della destra locale e pur senza una vera e propria strategia politico-rivoluzionaria.
Nei primi mesi del 1974 fondò il Fronte Nazionale Rivoluzionario, un'organizzazione armata ispirata al fascismo rivoluzionario e agli ideali della Repubblica Sociale Italiana. Era formato da un nucleo molto ridotto di estremisti toscani, tutti legati a Tuti. Per quanto dichiarato da Tuti stesso, al contrario di altre formazioni della destra radicale di quel tempo, il FNR intendeva segnare una decisa rottura con la vecchia guardia del fascismo golpista e colluso con gli ambienti dei servizi segreti. In realtà il primo terrorista a parlare di correlazioni con la P2 fu proprio un esponente del Fronte Nazionale Rivoluzionario, Luciano Franci, nel 1976 di fronte al giudice Vigna.
Il Fronte Nazionale Rivoluzionario emerse ad inizio 1975 con una serie di attentati ad Arezzo: tra il 31 dicembre del 1974 e l'8 gennaio del 1975 avvennero tre attentati ferroviari nella tratta Arezzo-Chiusi, uno dei quali fu una mancata strage, ordigni posizionati da membri del Fronte Nazionale Rivoluzionario. La stessa frangia terroristica effettuò anche un attentato minore, quello che provocò il crollo di un traliccio dell'Enel nei pressi di Pistoia.
La notte del 22 gennaio 1975, nell'ambito delle indagini dell'antiterrorismo nei confronti di componenti dell'FNR, vennero arrestati Luciano Franci e Piero Malentacchi, che si stavano recando ad un loro deposito di esplosivo nei pressi di Castiglion Fiorentino, in procinto di compiere un attentato alla Camera di Commercio di Arezzo. Fu rinvenuto il volantino di rivendicazione dell'attentato (a firma FNR) e trovati altri depositi di esplosivo. A loro venne collegato Mario Tuti, sia tramite le agende di Franci che le intercettazioni telefoniche fra l'amante di Franci, Margherita Luddi, e appunto il geometra empolese. Nella notte Tuti fu avvertito dell'imminenza del mandato di cattura, ma non fuggì dal proprio appartamento.
Il 24 gennaio, dopo le 20, tre agenti di polizia di Empoli arrivarono a casa di Tuti per una perquisizione: il brigadiere di polizia Leonardo Falco, gli appuntati Giovanni Ceravolo e Arturo Rocca. Non avevano assolutamente idea che Tuti fosse un terrorista: pensavano che fosse solo un collezionista di armi. Durante la perquisizione fu rinvenuta una bomba a mano militare modello SRCM. Tuti teneva nascosto anche un mitra, con il quale uccise i primi due agenti, mentre il terzo, Arturo Rocca, fu gravemente ferito.
Così Mario Tuti descrisse, in un suo memoriale consegnato alla stampa nel febbraio 1975, il fatto:
(Autointervista Tuti – 26 febbraio 1975 - La strage dell'Italicus - 4 agosto 1974)
Dopo il duplice omicidio Tuti riuscì a fuggire e a trascorrere nei primi mesi la sua latitanza in Toscana, grazie anche alla copertura di una rete di complici. Subito dopo si diresse ad Ajaccio, in Corsica, e successivamente nella Francia continentale. In difficoltà economica, Mario Tuti tentò di effettuare una rapina al Comune di Empoli, ma fu riconosciuto e costretto a fuggire. Venne identificata l'auto, appartenente a un ordinovista pisano, Mauro Mennucci; questi, messo alle strette dagli inquirenti, rivelò il nascondiglio di Tuti in Francia.
Il 27 luglio 1975 fu infine catturato nei pressi di Saint Raphaël in un'azione congiunta fra polizia italiana e francese. Tentando di sottrarsi alle autorità, Tuti sparò ancora per uccidere, ma venne gravemente ferito al collo dall'agente Vecchi, che lo colpì con una calibro 6,35 che teneva nel taschino.
Secondo Mennucci, Mario Tuti avrebbe compiuto un altro attentato ferroviario, il 12 aprile 1975 nei pressi di Incisa Valdarno, dove la strage fu evitata solo per caso; per questo fatto Tuti fu indagato, ma non furono trovati riscontri al racconto di Mennucci (che nel frattempo, nel luglio 1982, fu ucciso da Fabrizio Zani).

### Il carcere
Estradato in Italia il 13 dicembre 1975, dove nel frattempo era già stato processato per direttissima per il duplice omicidio dei due agenti e condannato all'ergastolo il 16 maggio dello stesso anno in contumacia. Una condanna che diventerà definitiva il 30 novembre 1976.
Sempre nel 1976, nel processo contro il Fronte Nazionale Rivoluzionario per gli attentati sulla ferrovia Firenze-Chiusi, Tuti ricevette un'ulteriore condanna a 20 anni di reclusione per strage, detenzione illegale di esplosivi e di armi da guerra e di riorganizzazione del Partito fascista.
Tuti finì imputato, con altri esponenti del Fronte Nazionale Rivoluzionario, per la strage dell'Italicus, sulla base delle dichiarazioni di Aurelio Fianchini (compagno di detenzione di Luciano Franci), del giornalista Giovanni Spinoso (che raccolse informazioni in Corsica fra estremisti latitanti) e del pentito Stefano Aldo Tisei. L'istruttoria, che si concluse il 1º agosto 1980, vide il rinvio a giudizio, tra gli altri, anche di Tuti, accusato di aver fornito l'esplosivo per la strage. Nei successivi processi, Tuti verrà assolto in primo grado e condannato all'ergastolo in appello. La Cassazione, con presidente Corrado Carnevale, poi annullerà la sentenza d'appello dando un indirizzo che determinò l'assoluzione definitiva nel 1992.
Durante il carcere Mario Tuti produsse un documento dove spiegò la sua ideologia terroristica:
.
Recluso nel carcere di Novara, il 13 aprile 1981 Mario Tuti, assieme a Pierluigi Concutelli, uccise un altro neofascista, Ermanno Buzzi, condannato in primo grado per la strage di Piazza della Loggia a Brescia, del 28 maggio 1974. Anche per questo omicidio Tuti verrà condannato all'ergastolo. Tuti aveva già preannunciato in qualche modo la morte di Buzzi, scrivendo sulla rivista carceraria Quex che questi fosse un infame. Secondo il giudice Zorzi il delitto si legherebbe a quello di Mennucci, un "meccanismo di do ut des", in cui venivano eliminati due testimoni dell'estrema destra scomodi.
Dal 25 agosto al 1º settembre 1987 Mario Tuti guidò la rivolta dei detenuti nel penitenziario di Porto Azzurro all'isola d'Elba, che gli costerà un'ulteriore condanna a 14 anni e due mesi di reclusione.

### La semilibertà
(Tuti intervistato da Marco Gasperetti)
Nonostante non si sia mai pentito o dissociato, a partire dagli anni novanta, quando era recluso nel penitenziario di Civitavecchia, Tuti mutò il suo atteggiamento carcerario e diventò un detenuto modello, cominciando un'attività di produzione artistica e multimediale: contemporaneamente riuscì anche a ottenere i primi permessi per visitare l'anziana madre a Empoli.
Trasferito nella sezione di massima sicurezza del carcere livornese delle Sughere, grazie ad un progetto dell'Arci locale, realizzò Dead Can Dance, un video contro la pena di morte.
Dopo aver respinto per due volte la sua richiesta, il tribunale di sorveglianza di Firenze, il 20 febbraio 2004 gli concesse la semilibertà e la possibilità di lavoro esterno con gli ex tossicodipendenti della comunità Mondonuovo di Tarquinia.
Recitò come coprotagonista nel 2015 nel film indipendente Espero di Alessandro Quadretti.
Nel 2022 prese parte al documentario "Corpo dei Giorni" diretto dal collettivo Santabelva, che vinse la quarantesima edizione del Torino Film Festival nella categoria "documentari italiani".